# Fort Simcoe
Fort Simcoe est un ancien poste militaire de la United States Army établi en 1856 après la guerre Yakima dans le territoire de Washington afin de contrôler les Amérindiens de la région.
Il fut abandonné par l'armée le 22 mai 1859 et remis au Bureau des affaires indiennes pour servir d'agence aux Yakamas. Plusieurs bâtiments furent alors utilisés comme école pour les enfants. Il fut définitivement abandonné en 1924.
Le site devint parc historique de l'État de Washington en 1956.